# Optometrie

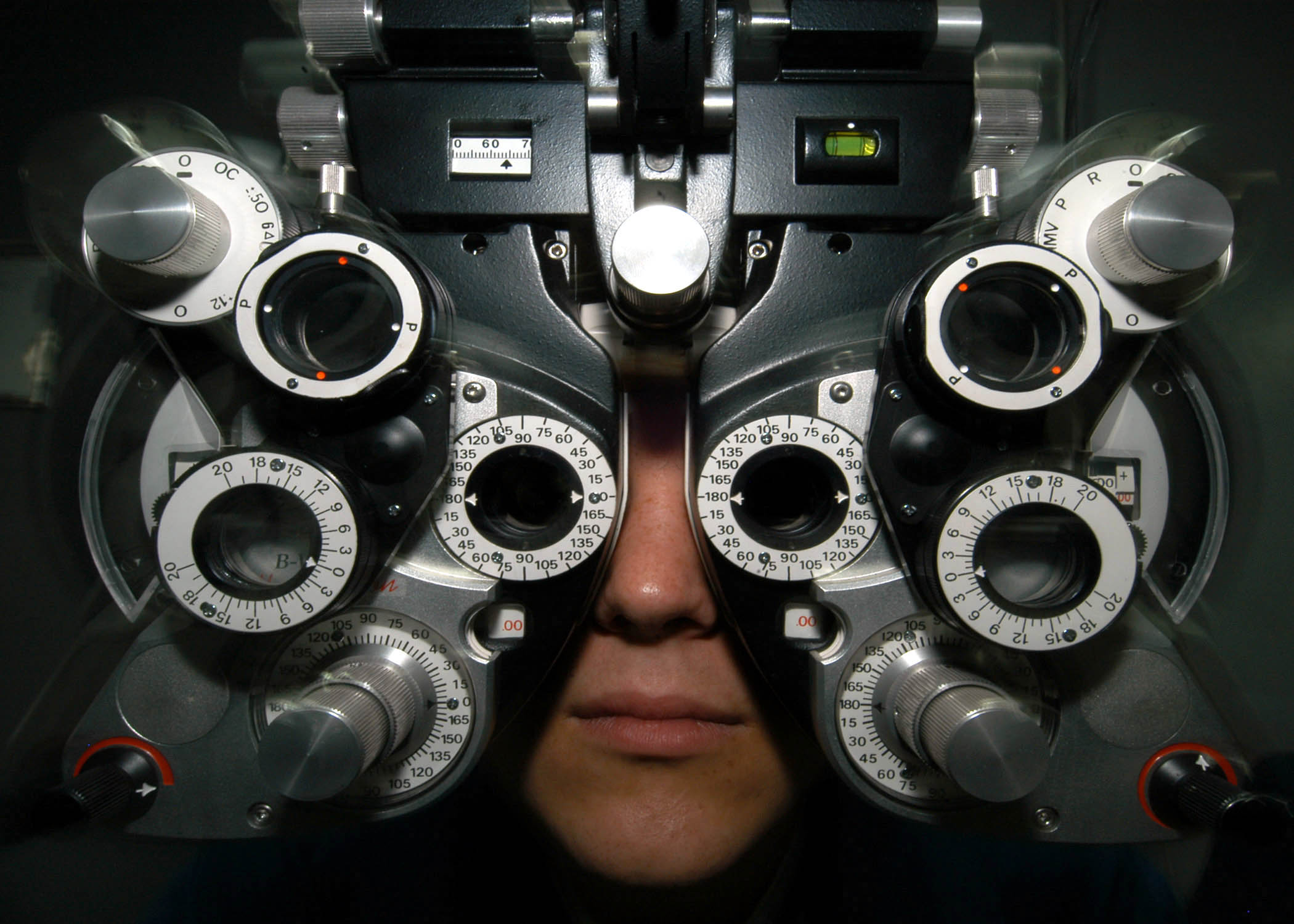
Phoropter zur Bestimmung der subjektiven Refraktion

Die Optometrie (altgriechisch ὀπτική optikē, deutsch ‚Lehre vom Sichtbaren‘ von ὀπτικός optikós, deutsch ‚zum Sehen gehörend‘ zu ὄψις ópsis, deutsch ‚das Sehen‘, und altgriechisch μέτρον metron, deutsch ‚Maß‘, siehe -metrie) ist die Lehre der Messungen und Bewertungen von Sehfunktionen. Sie umfasst die biologische und physikalische Optik. Die Grundlagen für die Fach- und Hochschulausbildung auf dem Gebiet der Optometrie wurden in Deutschland maßgeblich durch Hermann Pistor entwickelt.
Optometrie bezeichnet zudem ein Tätigkeitsfeld, welches sich mit der Korrektur von Fehlsichtigkeiten beschäftigt. Optometrie stellt insofern eine Ergänzung zur „monokularen“ Augenoptik dar, als sie sich mit „binokularen“ Störungen auseinandersetzt.

## Tätigkeitsschwerpunkte
Im Unterschied zur Augenoptik, die sich mit dem Einzelauge als optischem Instrument beschäftigt und in erster Linie eine handwerkliche Tätigkeit zur Ermittlung, Anpassung und Anfertigung optischer Hilfsmittel und Korrekturen (wie zum Beispiel Brille oder Kontaktlinse) darstellt, hat die Optometrie ihren Schwerpunkt auf das beidäugige Sehen (Binokularsehen) gelegt und beansprucht die Messung und Beurteilung folgender Sehfunktionen:
- Adaptation
- Akkommodation (Vorgang der Brechkraftänderung eines Auges… zur Einstellung auf eine bestimmte Objektentfernung)
- Auflösungsvermögen (räumlich)
- Auflösungs-Vermögen, zeitlich (Flickerempfindlichkeit)
- Auge-Hand-Koordination
- Blick-Motorik (äußere Augenmotorik)
- Binokularsehen
- Bewegungs-Sehen
- Blendungsempfindlichkeit
- Dämmerungssehen (inkl. Nachtsehen)
- Farbsehen
- Fixation mit Hilfe der Konvergenz
- Fixation mit Hilfe von Akkommodation
- Fixation mit Hilfe von Blickfolgebewegungen
- Fixation mit Hilfe von Blicksprüngen (Sakkaden)
- Fusion
- Pupillomotorik
- Kontrast-Wahrnehmung (Kontrastempfindlichkeit)
- Sehschärfe
- Spektrale Empfindlichkeit
- Tagessehen
- Tiefenunterscheidung (räumliches Sehen, Stereopsis)
- unwillkürliches Augenzittern (Nystagmus)
- visuelle Wahrnehmungs-Konstanzen
- Ophthalmoskopie bzw. Betrachtung des Augenhintergrundes
- Perimetrie
- Inspektion vorderer Augenabschnitt
- Tonometrie

## Kontroverse
Im Zusammenhang mit Prismenkorrekturen beschäftigt sich die Optometrie mit Fachgebieten, die auch der Strabologie zugeordnet werden, die ein Spezialgebiet der Augenheilkunde ist. Es wird deshalb unter Augenärzten, Optometristen, Orthoptisten und Augenoptikern kontrovers darüber diskutiert, inwieweit Optometristen, zumindest in Deutschland, in diesem Bereich die Grenzen zu diagnostischem und medizinisch-therapeutischem Handeln in Teilen überschreiten und sich damit dem Risiko aussetzen, gegen die erlaubnispflichtige Ausübung der Heilkunde nach dem Heilpraktikergesetz zu verstoßen.

## Ausbildung
Die Ausbildung zum Optometristen geschieht in der Regel universitär. In den angelsächsischen Ländern und der Schweiz lautet der Abschluss z. B. Bachelor of Science (Vereinigtes Königreich) oder Doctor of Optometry (USA). In Deutschland kann an sechs Fachhochschulen Augenoptik/Optometrie studiert werden. Als Konsequenz der sogenannten Bologna-Erklärung bieten die deutschen Fachhochschulen seit dem Wintersemester 2005 nur noch Bachelor of Science-Studiengänge als ersten berufsqualifizierenden Abschluss in der Augenoptik/Optometrie an. Hierauf aufbauend gibt es verschiedene Masterstudiengänge, z. B. zum Master of Science in Clinical Optometry. Eine Promotion zum Doctor of Philosophy ist hiernach ebenfalls möglich. In der Schweiz wird seit 2007 ein Studiengang Optometrie (BSc Optometrie) an der Fachhochschule Nordwestschweiz in Olten angeboten.
Die folgenden deutschen Fachhochschulen verfügen über einen Studiengang Augenoptik/Optometrie:
- FH Aachen
- Hochschule Aalen
- Berliner Hochschule für Technik
- Ernst-Abbe-Hochschule Jena
- Hochschule für angewandte Wissenschaften München
- Technische Hochschule Brandenburg

Österreichische Universität mit Optometrie Studium:
- Donau-Universität Krems (Master-Studium)

Schweizer Fachhochschule mit Studiengang Optometrie:
- Fachhochschule Nordwestschweiz, Institut für Optometrie in Olten

Höhere Fachschulen mit Optometrie-Ausbildungsgängen:
- ZVA-Bildungszentrum – Akademie der Augenoptik
- Höhere Fachschule für Augenoptik und Optometrie Köln (HFAK)
- Fachschule für Augenoptik (FFA) in München
- Fachschule für Augenoptik Hermann Pistor in Jena
- Fielmann Akademie Schloss Plön – gemeinnützige Bildungsstätte der Augenoptik GmbH
- Fachakademie für Augenoptik in Hankensbüttel

### Optometrist
Personen, die optometrische Tätigkeiten ausüben, werden Optometristen genannt. Hierunter fallen auch Augenoptiker ohne spezielle Aus- oder Weiterbildung in Optometrie, aber mit Meisterbrief. Zwischen Ländern des angelsächsischen Sprachraums, insbesondere den USA, und Deutschland gibt es erhebliche ausbildungsbedingte, berufspolitische und juristische Unterschiede hinsichtlich der Ausübung der Optometrie, weshalb die Grundlagen, auf denen diese Tätigkeiten beruhen, nicht miteinander vergleichbar und die Rahmenbedingungen nicht beliebig übertragbar sind. Die Bezeichnung Optometrist stellt in Deutschland streng genommen lediglich ein Synonym für Augenoptiker dar. Mittel- bis langfristig wird jedoch eine Neuausrichtung des Berufsbildes Augenoptiker/Optometrist durch Standes- und Berufsvertreter national und international angestrebt.
Schweiz
Seit dem 1. Februar 2020 unterliegt der Optometrist dem schweizerischen Gesundheitsberufegesetz (kurz: GesBG). Durch die geänderte Gesetzgebung dürfen Optometristen nun unter anderem diagnostische Ophthalmika anwenden sowie Therapien empfehlen oder verordnen. Die Berufsausübung als Optometrist ist somit reglementiert und bedarf einer Bewilligung. Dipl. Augenoptiker oder Personen mit einer gleichwertigen Ausbildung, die vor dem 31. Januar 2020 abgeschlossen wurde, behalten ihre erworbenen Rechte zur Berufsausübung.